# 敘利亞-瑪拉巴禮天主教阿迪拉巴德教區
敘利亞-瑪拉巴禮天主教阿迪拉巴德教區（拉丁語：Eparchia Adilabadensis）是東儀天主教的一個教區（敘利亞－瑪拉巴禮），包括印度安得拉邦阿迪拉巴德縣，受天主教海得拉巴總教區管轄。
教區於1999年7月23日成立，2012年有教友14,547名，佔轄區總人口百分之1.5。由六十九名司鐸名管理卅二個堂區。
現任教區主教為安多尼·普林斯·潘嫩加登，榮休主教為若瑟·孔納特。

## 歷任主教
1. 若瑟·孔納特（德语：Joseph Kunnath）（1999年7月23日－2015年8月6日榮休）[2]
2. 安多尼·普林斯·潘嫩加登（德语：Antony Prince Panengaden）（2015年8月6日－）[2]